# Česká šachová extraliga
Česká šachová extraliga je nejvyšší mistrovská šachová soutěž družstev  v České republice. Hraje se od podzimu 1992 pravidelně každý rok přibližně od listopadu do dubna. Prvních tří ročníků se účastnilo 10 družstev a poté došlo k rozšíření na 12 družstev. Dvě každý rok sestoupí do nižší soutěže (1. liga) a z ní naopak dvě postoupí do extraligy. Družstva mají právo nastoupit v osmi hráčích, na soupisce může mít družstvo hráčů až dvacet. Soupiska podléhá soutěžnímu řádu ŠSČR a platí obvyklá pravidla o hostování a cizincích. Za remízu družstva se uděluje 1 zápasový bod a za výhru se do sezóny 2004-05 udělovaly dva body a od sezóny 2005-06 se udělují tři body. Od roku 2014, kdy soutěž získala generálního partnera, firmu Tht, se jmenujovala tht Extraliga.
V roce 2021 se partner změnil na šachový portál Šachy.cz, soutěž se tedy jmenovala Šachy.cz extraliga.

## Přehled medailistů
| Sezona  | Zlato                                     | Stříbro                                   | Bronz                                     |
| ------- | ----------------------------------------- | ----------------------------------------- | ----------------------------------------- |
| 1992-93 | TJ Bohemians ZPA Čakovice                 | TJ Dopravní podniky Praha                 | Lokomotiva Olomouc                        |
| 1993-94 | Bohemians Praha                           | Dům armády (DA) Praha                     | Lokomotiva Olomouc                        |
| 1994-95 | Moning Brno                               | Bohemians Praha                           | DA Praha                                  |
| 1995-96 | DA Praha                                  | Milo Olomouc                              | Bohemians Praha                           |
| 1996-97 | DA Praha                                  | Milo Olomouc                              | DP Mládí                                  |
| 1997-98 | Milo Olomouc                              | DA Praha                                  | NH Ostrava                                |
| 1998-99 | DA Praha                                  | Inf. Pardubice                            | Fuchs Ostrava                             |
| 1999-00 | Inf. Pardubice                            | SC Slatinice                              | DA Praha                                  |
| 2000-01 | Holdia DP Praha                           | Hagemann Opava                            | A64 Slatinice                             |
| 2001-02 | Hagemann Opava                            | ŠK Sokol Visus Vyšehrad                   | TŽ Třinec                                 |
| 2002-03 | TŽ Třinec                                 | Hagemann Opava                            | Visus Vyšehrad                            |
| 2003-04 | Hagemann Opava                            | ŠK Mahrla Praha                           | Sokol Plzeň Ingem                         |
| 2004-05 | Bauset Pardubice                          | ŠK Mahrla Praha                           | Loko Brno-Slezan                          |
| 2005-06 | Bauset Pardubice                          | Lokomotiva Brno                           | ŠK SK Zlín                                |
| 2006-07 | RC Sport Pardubice                        | 1. Novoborský ŠK                          | Labortech Ostrava                         |
| 2007-08 | 1. Novoborský ŠK                          | ŠK Mahrla Praha                           | BŠŠ Frýdek-Místek                         |
| 2008-09 | ŠK Mahrla Praha                           | 1. Novoborský ŠK                          | RC Sport Pardubice                        |
| 2009-10 | 1. Novoborský ŠK                          | ŠK Mahrla Praha                           | SAGINA Pardubice                          |
| 2010-11 | 1. Novoborský ŠK                          | A64 VALOZ Grygov                          | Tatran Litovel                            |
| 2011-12 | 1. Novoborský ŠK                          | ŠK Rapid Pardubice                        | ŠK Labortech Ostrava                      |
| 2012-13 | 1. Novoborský ŠK                          | Rapid Pardubice                           | TJ Tatran Litovel                         |
| 2013-14 | 1. Novoborský ŠK                          | Rapid Pardubice                           | BŠŠ Frýdek-Místek                         |
| 2014-15 | 1. Novoborský ŠK                          | Rapid Pardubice                           | Výstaviště Lysá nad Labem                 |
| 2015-16 | 1. Novoborský ŠK                          | Výstaviště Lysá nad Labem                 | BŠŠ Frýdek-Místek                         |
| 2016-17 | 1. Novoborský ŠK                          | Výstaviště Lysá nad Labem                 | ŠK Rapid Pardubice                        |
| 2017-18 | 1. Novoborský ŠK                          | Výstaviště Lysá nad Labem                 | Zikuda Turnov                             |
| 2018-19 | Výstaviště Lysá nad Labem                 | GASCO Pardubice                           | 1. Novoborský ŠK                          |
| 2019-20 | Soutěž nedohrána kvůli pandemii covidu-19 | Soutěž nedohrána kvůli pandemii covidu-19 | Soutěž nedohrána kvůli pandemii covidu-19 |
| 2020-21 | Soutěž zrušena kvůli pandemii covidu-19   | Soutěž zrušena kvůli pandemii covidu-19   | Soutěž zrušena kvůli pandemii covidu-19   |
| 2021-22 | 1. Novoborský ŠK                          | Moravská Slavia Brno                      | GASCO Pardubice                           |
| 2022-23 | 1. Novoborský ŠK                          | Výstaviště Lysá nad Labem                 | BŠŠ Frýdek-Místek                         |
| 2023-24 | 1. Novoborský ŠK                          | Moravská Slavia Brno                      | Slavia Kroměříž                           |
| 2024-25 | 1. Novoborský ŠK                          | Výstaviště Lysá nad Labem                 | BŠŠ Frýdek-Místek                         |